# Дай (Чечня)
Дай (чечен. ДӀай) — село в Шатойском районе Чеченской Республики. Административный центр Дайского сельского поселения.

## География
Село расположено на левом берегу реки Шароаргун, к юго-востоку от районного центра Шаро-Аргун.
Ближайшие населённые пункты: на юге — село Цеси (Цеса), на востоке — село Нохчи-Келой, на севере и северо-востоке — сёла Хал-Килой и Садой.

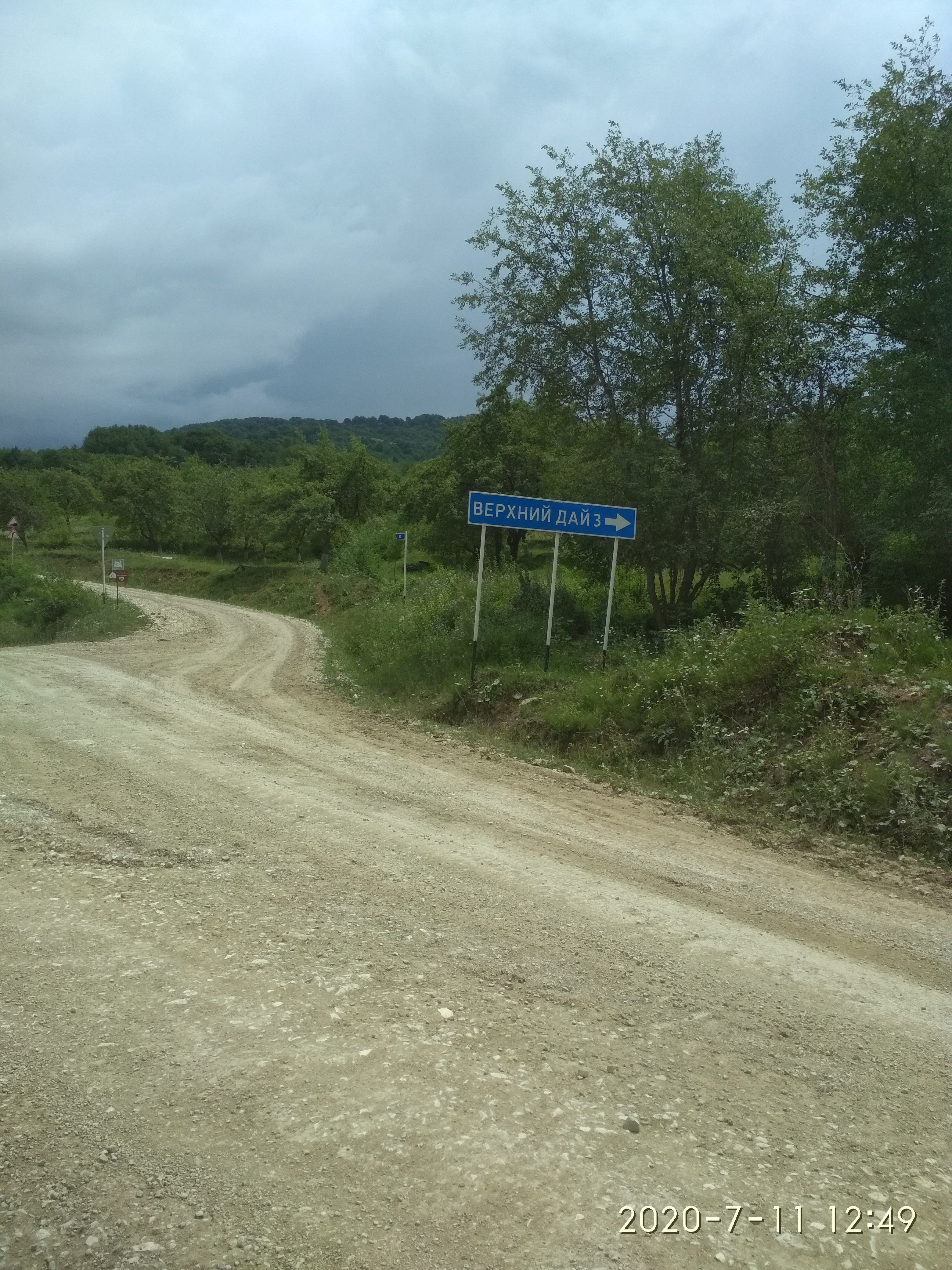
Указатель на Верхний Дай

## История
Датой основания считается приблизительно 1650 год.
В 1967 году на территории села были открыты  два могильника: на юго-западной окраине – раннесредневековый IV–VII веков, а в центре села – позднесредневековый XIV—XVII веков. В 1969 году в Дайском могильнике были обнаружены литые железные весы в форме коромысла — аналоги весов, находимых на торгово-ремесленных поселениях Волжской Булгарии и Древней Руси X—XI веков. Это открытие стало первым свидетельством существования подобных изделий на Северном Кавказе и свидетельствует о древних связях Чечни с южными регионами Древней Руси.

## Население
| 1990 | 2002 | 2010 | 2012 | 2013 | 2014 | 2015 |
| ---- | ---- | ---- | ---- | ---- | ---- | ---- |
| 413  | ↗429 | ↗536 | ↗625 | ↘554 | ↘546 | ↗565 |
| 2016 | 2017 | 2018 | 2019 | 2020 | 2021 | 2023 |
| ↘563 | ↗569 | ↗571 | →571 | ↗572 | ↗615 | ↗636 |
| 2024 |      |      |      |      |      |      |
| ↗649 |      |      |      |      |      |      |

## Образование
- Дайская государственная средняя общеобразовательная школа[22].